# جینالی
جینالی (به انگلیسی: Jannali) یک حومه شهر در استرالیا است که در نیو ساوت ولز واقع شده‌است.